# ساکتی (فیلم کوتاه)
ساکتی (اسپانیایی: Shakti‎) یک فیلم کوتاه آرژانتینی-شیلیایی محصول سال ۲۰۱۹ به نویسندگی و کارگردانی مارتین ریتمن است. این فیلم برای اولین بار در شصت و نهمین جشنواره بین‌المللی فیلم برلین در ۹ فوریه ۲۰۱۹ به نمایش درآمد و در آنجا نامزد بهترین فیلم کوتاه شد. این اولین پروژه فیلم کوتاه ریتمن در بیش از سی سال گذشته است.